# An Phú
An Phú è una cittadina dipendente dal distretto (thị trấn) del Vietnam, capitale del Distretto di An Phu nella provincia di An Giang.